# Hippopsis macrophthalma
Hippopsis macrophthalma là một loài bọ cánh cứng trong họ Cerambycidae.